# Torricellia tiliifolia
Torricellia tiliifolia är en tvåhjärtbladig växtart som beskrevs av Dc. Torricellia tiliifolia ingår i släktet Torricellia och familjen Torricelliaceae. Inga underarter finns listade.